# 战地行纪
《战地行纪》（Journey to a War）是威斯坦·休·奥登和克里斯多福·伊舍伍于1939年出版的一本书，以散文和诗歌的形式记录了两人在1938年2月至6月抗日战争期间在中国的观察。

## 背景
1937年，奥登依据他和好友路易斯·麦卡尼斯的北欧之旅写成的《冰岛来信》由兰登书屋和法伯出版社出版，受到好评，销量也不错。两家出版社于是邀请他和伊舍伍再写一本旅行读物，并要求地点定在中国。这是两人第一次前往苏伊士运河以东地区，他们都不会说中文，对远东也不是很了解。
奥登曾在1937年于西班牙战争前线待过一段时间，但遇到很多麻烦，并因其《西班牙》一诗和乔治·奥威尔发生笔战。而伊舍伍很后悔自己没去成西班牙，因此这次两人都希望用中国之行弥补遗憾。奥登说：“所有的艺术家都必须担负起一点新闻记者的职责......我们会有一场属于我们自己的战争。”

## 经过
两人在中国碰到了大量政军界、文化界要人，并留下记录甚至影像。他们在广州拜会曾养甫、吴铁城；在汉口拜会陈纳德、冯·法肯豪森、史沫特莱、宋美龄、蒋介石；在西安拜会蒋鼎文；在徐州拜会李宗仁；之后，两人一度抵达台儿庄前线。
回到汉口后，他们参加了一个欢迎茶会，田汉、洪深、穆木天、冯玉祥到场。他们接受了《大公报》记者唐納的采访，并访问武汉大学，会见陈西滢等10多个教授。此后，两人还见过杜月笙、周恩来。
之后，他们在南昌会见熊式辉；在金华会见黄绍竑；在上海通过项美丽结识邵洵美，并拜会路易·艾黎。

## 评价
在汉口时，奥登曾在其书信中说：“探究这场中国的战争，有如卡夫卡的一篇小说。”
书中的十四行组诗《战争时期》（或称《战时十四行》）等作品是奥登成熟期的作品。门德尔松在《早期奥登》一书中评价《战争时期》为“30年代奥登诗歌中最深刻、最有创新的篇章，也许是30年代最伟大的英语诗篇”。